# 電話加入権質に関する臨時特例法
電話加入権質に関する臨時特例法（でんわかにゅうけんしちにかんするりんじとくれいほう、昭和33年5月6日法律第138号）は、電話加入権の質権を設定する場合の条件等に関する日本の法律である。